# 京都府道443号佐々江京北線
京都府道443号佐々江京北線（きょうとふどう443ごう ささえけいほくせん）は、京都府南丹市日吉町佐々江から京都市右京区京北五本松町に至る一般府道である。

## 概要
南丹市日吉町佐々江から京都市右京区京北五本松町に至る。
京都市側は京北ふるさと公社が運営する「京北ふるさとバス」が運行されているが、南丹市側へは走らない。一部、大型車の通行が不可能な区間が存在する。

### 路線データ
- 起点：南丹市日吉町佐々江（上佐々江交差点、京都府道78号佐々江下中線交点）
- 終点：京都市右京区京北五本松町（国道162号交点）

## 地理

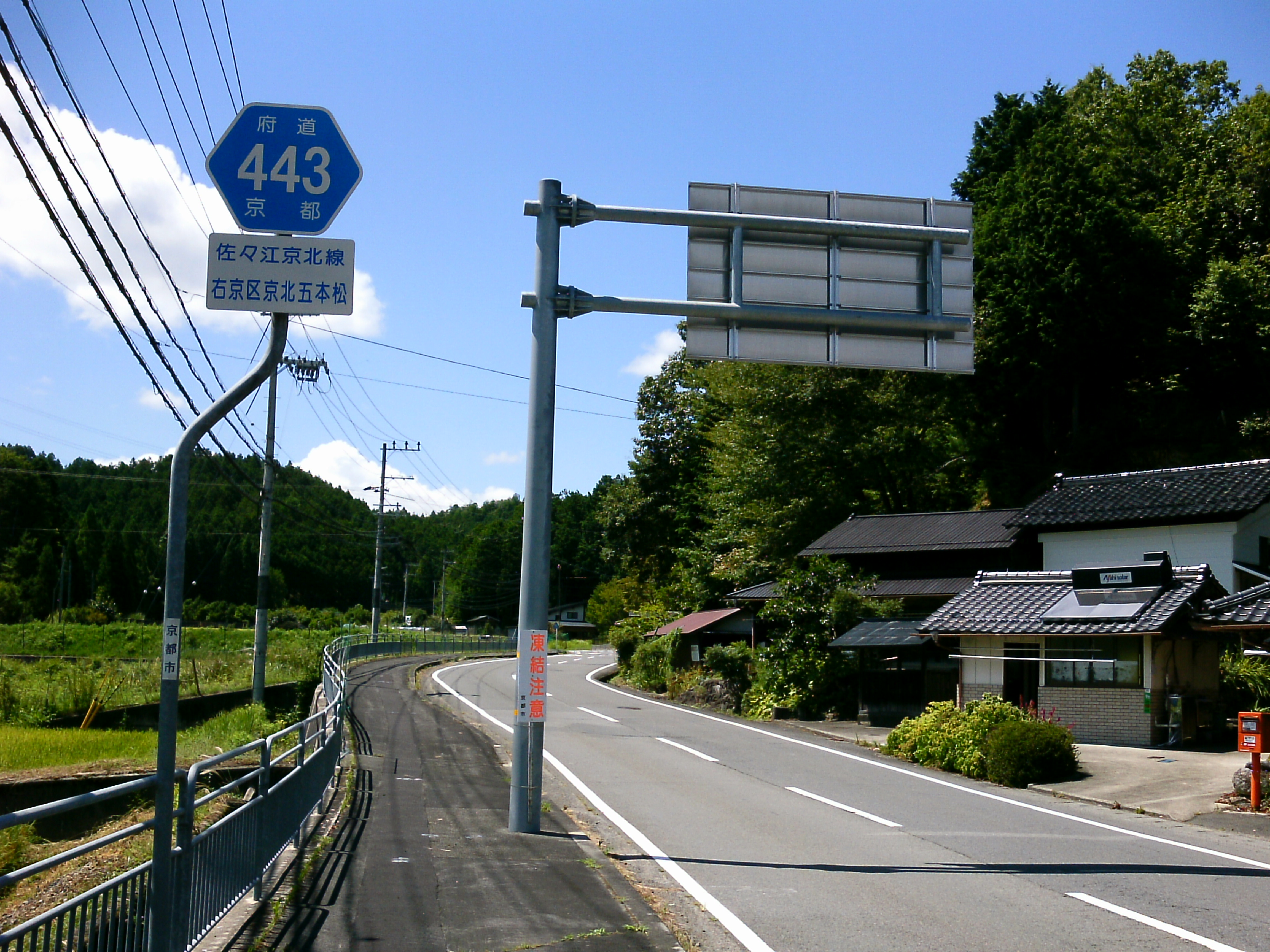
京都府道443号佐々江京北線

### 通過する自治体
- 京都府
  - 南丹市 - 京都市（右京区）

### 交差する道路
| 交差する道路             | 市町村名 | 市町村名 | 交差する場所 | 交差する場所          |
| ------------------------ | -------- | -------- | ------------ | --------------------- |
| 京都府道78号佐々江下中線 | 南丹市   | 南丹市   | 日吉町佐々江 | 上佐々江交差点 / 起点 |
| 京都府道365号中地熊田線  | 京都市   | 右京区   | 京北熊田町   |                       |
| 国道162号 / 周山街道     | 京都市   | 右京区   | 京北五本松町 | 終点                  |

### 沿線
- 松寿寺
- 周山保育園
- 花園大学京北校地グラウンド
- 仲井電気工事商会
- 天理教 周山分教会
- JA京都京北支店京北経済センター